# Pastel da Cornualha
Um pastel da Cornualha, também conhecido como pasty (/ˈpæsti/) ou Cornish pasty, é uma massa britânica assada, cuja variedade tradicional está particularmente associada à Cornualha, no sudoeste da Inglaterra, mas que se espalhou por todas as Ilhas Britânicas e em outros lugares por meio da diáspora da Cornualha [en]. É feito colocando-se um recheio cru, normalmente de carne e vegetais, no meio de um círculo plano de massa quebrada, juntando as bordas no meio e dobrando a parte superior para formar um "lacre" antes de assar.
O tradicional pastel da Cornualha, que desde 2011 tem status de Indicação Geográfica Protegida (IGP) na Europa, é recheado com carne bovina, batata fatiada ou cortada em cubos, rutabaga (também conhecida como nabo amarelo - conhecida na Cornualha e em outras partes do West Country como nabo) e cebola, temperado com sal e pimenta e assado. Atualmente, o pastel é o alimento mais associado à Cornualha. É um prato tradicional e representa 6% da economia alimentar da Cornualha. São feitos pastéis com muitos recheios diferentes, e algumas lojas são especializadas na venda de pastéis.
As origens do pastel da Cornualha não são claras, embora haja muitas referências a ele em documentos históricos e na ficção. Atualmente, o pastel da Cornualha é popular em todo o mundo devido à disseminação dos mineiros e marinheiros da Cornualha, e variações podem ser encontradas na Austrália, no México, nos Estados Unidos, em Úlster e em outros lugares.

## História
Apesar da forte associação do pastel moderno com a Cornualha, suas origens não são claras. A palavra inglesa "pasty" deriva do francês medieval ("paste" derivado do latim "pasta") para uma torta, recheada com carne de veado [en], salmão ou outra carne, vegetais ou queijo, assada sem um prato. Os pastéis foram mencionados em livros de receitas ao longo dos tempos. Por exemplo, a versão mais antiga do Le Viandier [en] (francês antigo) foi datada de cerca de 1300 e contém várias receitas de pastéis. Em 1393, o Le Ménagier de Paris [en] contém receitas de pastéis com carne de veado, vitela, boi ou carne de carneiro [en].
Outras referências antigas a pastéis incluem uma carta do século XIII concedida pelo Rei João da Inglaterra (em 1208) à cidade de Great Yarmouth. A cidade era obrigada a enviar aos xerifes de Norwich todos os anos cem arenques, cozidos em vinte e quatro pastéis, que os xerifes entregavam ao senhor da mansão de East Carlton [en], que então os entregava ao rei. Por volta da mesma época, o cronista do século XIII Mateus de Paris escreveu sobre os monges da Catedral de St Albans "de acordo com seu costume, viviam de pastéis de carne". Em 1465, 5.500 pastéis de carne de veado foram servidos na festa de instalação de George Neville [en], arcebispo de York e chanceler da Inglaterra. A referência mais antiga a um pastel em Devon ou Cornualha pode ser encontrada nos registros da cidade de Plymouth de 1509/1510, que descrevem "Para o cozinheiro, a mão de obra para fazer os pastéis é de 10 centavos". Eles eram consumidos até mesmo pela realeza, como confirma uma carta de um padeiro para a terceira esposa de Henrique VIII, Joana Seymour: "...espero que este pastel chegue até você em melhores condições do que o último...". Em seus diários escritos em meados do século XVII, Samuel Pepys faz várias referências ao seu consumo de pasties, por exemplo, "jantei no Sir W. Pen's ... com um maldito pastel de carne de veado, que fedia como o diabo", mas após esse período o uso da palavra fora de Devon e Cornualha diminuiu.
Em contraste com seu lugar anterior entre os ricos, durante os séculos XVII e XVIII, o pastel se tornou popular entre os trabalhadores da Cornualha e do oeste de Devon, onde os mineiros de estanho e outros o adotaram devido ao seu formato único, formando uma refeição completa que podia ser facilmente transportada e consumida sem talheres. Em uma mina, a massa densa e dobrada do pastel podia permanecer quente por várias horas e, se esfriasse, poderia ser facilmente aquecida em uma pá sobre uma vela.
Os pastéis dobrados lateralmente deram origem à sugestão de que o mineiro poderia ter comido o pastel segurando a borda grossa da massa, que foi posteriormente descartada, garantindo assim que os dedos sujos (possivelmente com traços de arsênio) não tocassem o alimento ou a boca. No entanto, muitas fotografias antigas mostram que os pastéis eram embrulhados em sacos de papel ou musselina e comidos de ponta a ponta; de acordo com o mais antigo livro de receitas da Cornualha, publicado em 1929, essa é "a verdadeira maneira da Cornualha" de comer um pastel. Outra teoria sugere que os pastéis eram marcados em uma extremidade com uma inicial e depois comidos pela outra extremidade, de modo que, se não fossem terminados de uma só vez, poderiam ser facilmente recuperados por seus donos.

## Pastel da Cornualha

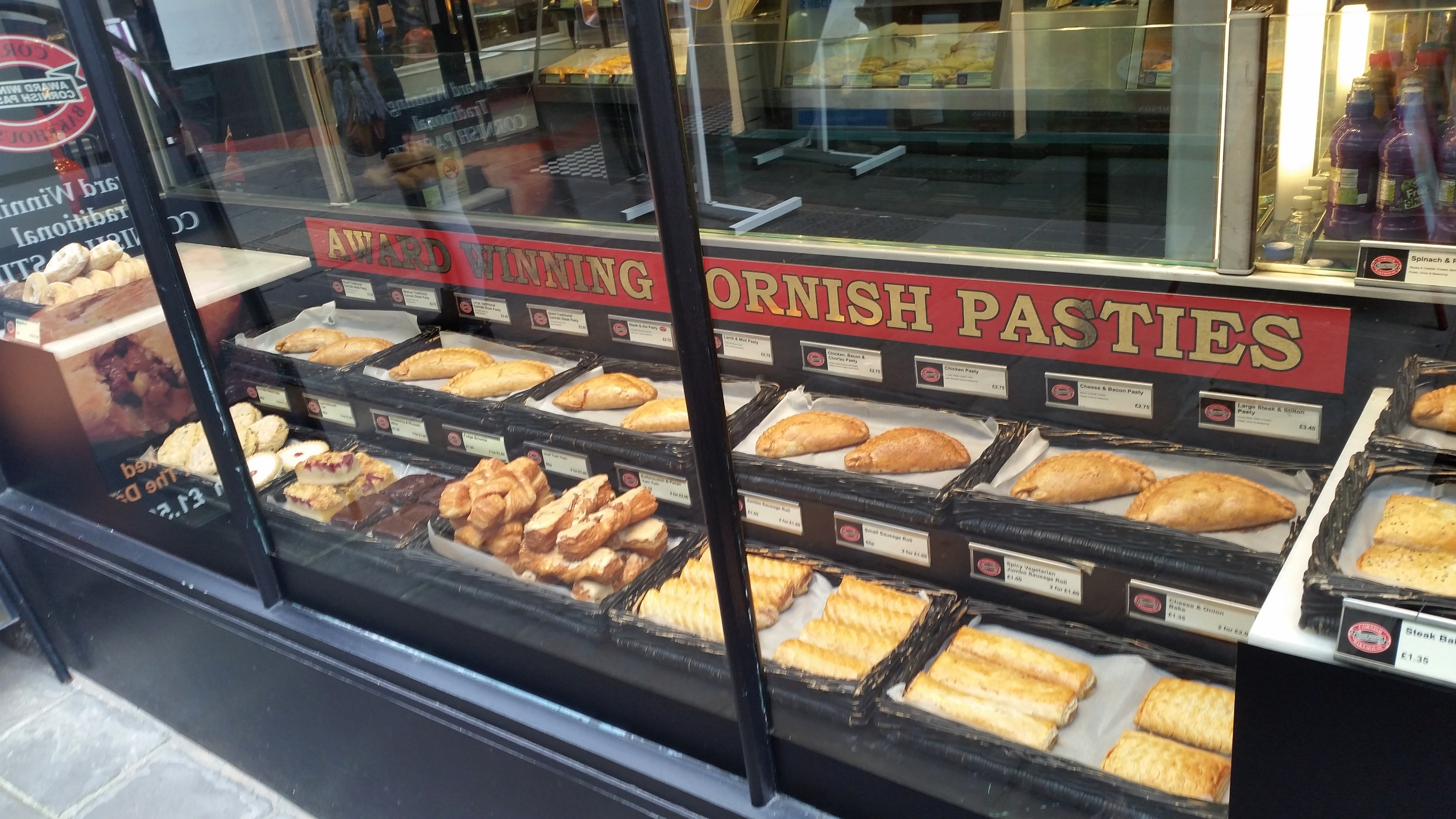
Pastéis da Cornualha na Cornish Bakehouse em Bath.

O pastel é considerado o prato nacional da Cornualha, e uma referência antiga é de um jornal da Nova Zelândia:
Na Cornualha, há uma prática comum entre os moradores que cozinham em casa de fazer pequenos pastéis para os jantares daqueles que podem estar trabalhando à distância nos campos. Eles duram a semana inteira e são feitos de qualquer tipo de carne ou fruta, enrolados em uma pasta feita de farinha e sebo ou banha de porco. Alguns gramas de bacon e meio quilo de batatas cruas, ambos cortados em fatias finas e levemente temperados, serão suficientes para a refeição. O pastel pode ser levado no bolso do homem.

- The Nelson Examiner and New Zealand Chronicle [en], 10 de junho de 1843
O termo "Cornish pasty" tem sido usado pelo menos desde o início da década de 1860:
O Cornish pasty (pastel da Cornualha), que tão admiravelmente compreende um jantar em si mesmo - carne, batatas e outras coisas boas bem cozidas e preparadas em uma forma tão portátil - foi objeto de muita admiração e me fez lembrar dos velhos tempos de treinador, quando eu conseguia um pastel em Bodmin para levá-lo para casa para o meu cozinheiro, para que pudesse ser dissecado e servir de padrão para os pastéis da Cornualha em outra parte do país.

- Henry Vivian [en], relato no jornal da Cambrian Archaeological Association [en], 1862
Os pastéis da Cornualha são muito populares entre as classes trabalhadoras dessa região e, recentemente, foram introduzidos com sucesso em algumas partes de Devonshire. Eles são feitos de pequenos pedaços de carne bovina e fatias finas de batata, altamente apimentados e envoltos em embalagens.

- James Halliwell-Phillipps [en], Rambles in Western Cornwall by the Footsteps of the Giants, 1861
No final do século XIX, as escolas nacionais de culinária começaram a ensinar seus alunos a criar sua própria versão de um "Cornish pasty", que era menor e deveria ser consumido como um "petisco econômico e saboroso para os vitorianos educados da classe média".
Em 20 de julho de 2011, depois de uma campanha de nove anos da Cornish Pasty Association [en] (CPA) - a organização comercial de cerca de 50 fabricantes de pastéis sediados na Cornualha - o nome "Cornish pasty" recebeu o status de Indicação Geográfica Protegida (IGP) da Comissão Europeia. De acordo com o status de IGP, um pastel da Cornualha deve ter o formato de um "D" e ser frisado de um lado, não na parte superior. Seus ingredientes devem incluir carne bovina, rutabaga (chamada de nabo na Cornualha), batata e cebola, com um tempero leve de sal e pimenta, mantendo uma textura grossa. A massa deve ser dourada e manter sua forma quando cozida e resfriada. O status de IGP também significa que os pastéis da Cornualha devem ser preparados na Cornualha. Eles não precisam ser assados na Cornualha, nem os ingredientes precisam ser provenientes do condado, embora a CPA observe que há fortes vínculos entre a produção de pastéis e os fornecedores locais dos ingredientes. A embalagem dos pastéis que atendem aos requisitos inclui um selo de autenticação, cujo uso é fiscalizado pela CPA.
Os produtores de fora da Cornualha se opuseram à concessão da IGP, com um deles dizendo que "[os burocratas da UE poderiam] ir para o inferno", e outro que era "protecionismo para algumas grandes empresas de pastéis produzirem um pastiche do verdadeiro produto icônico". Os principais supermercados do Reino Unido, Asda [en] e Morrisons [en], declararam que seriam afetados pela mudança, assim como a rede nacional de padarias Greggs [en], embora a Greggs tenha sido uma das sete empresas autorizadas a continuar a usar o nome "Cornish pasty" durante um período de transição de três anos.
Os membros da CPA produziram cerca de 87 milhões de pastéis em 2008, totalizando vendas de £60 milhões (cerca de 6% da economia de alimentos da Cornualha). Em 2011, mais de 1.800 funcionários permanentes foram empregados por membros da CPA e cerca de 13.000 outros empregos se beneficiaram do comércio. Pesquisas do conselho de turismo do sudoeste da Inglaterra mostraram que um dos três principais motivos pelos quais as pessoas visitam a Cornualha é a comida e que o pastel da Cornualha é o alimento mais associado à região.

## Definição e ingredientes

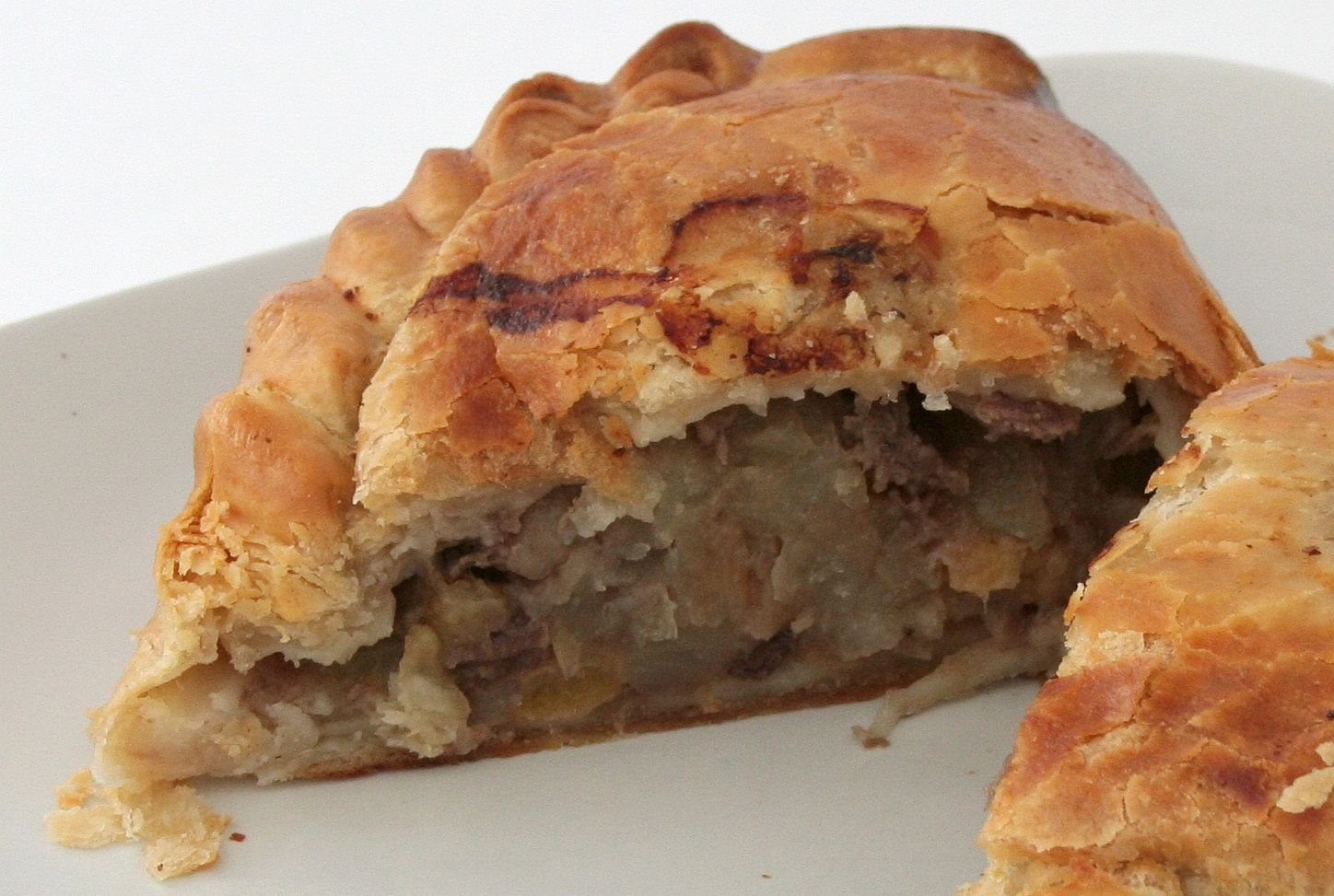
Um pastel tradicional da Cornualha recheado com carne e legumes.

A receita de um pastel da Cornualha, conforme definido por seu status protegido, inclui carne bovina picada ou em cubos, cebola, batata e rutabaga em pedaços, juntamente com um pouco de tempero "levemente apimentado". O corte de carne bovina usado é geralmente o bife traseiro. A rutabaga às vezes é chamada de nabo na Cornualha, mas a receita exige o uso de rutabaga de verdade, e não de nabo. Os ingredientes do pastel geralmente são temperados com sal e pimenta, dependendo do gosto individual. O uso de cenoura em um pastel tradicional da Cornualha é desaprovado, embora apareça regularmente nas receitas.
O tipo de massa usada não é definido, desde que seja dourada e não rache durante o cozimento ou resfriamento, embora os pastéis modernos quase sempre usem uma massa quebrada. Há uma crença bem-humorada de que a massa de um bom pastel deve ser forte o suficiente para resistir a uma queda em um poço de mina, e, de fato, a farinha de cevada que era normalmente usada faz uma massa dura e densa.

### Variações
Embora o pastel da Cornualha oficialmente protegido tenha uma lista específica de ingredientes, os antigos livros de culinária da Cornualha mostram que os pastéis eram geralmente feitos com qualquer alimento disponível. Na verdade, as primeiras receitas de pastéis registradas incluem carne de veado, e não carne bovina. "Pasty" sempre foi um nome genérico para o formato e pode conter uma variedade de recheios, incluindo queijo stilton, ingredientes vegetarianos e até mesmo frango tikka. Os pastéis de carne de porco e maçã estão prontamente disponíveis nas lojas da Cornualha e de Devon, com ingredientes que incluem um molho com sabor de maçã, misturado em todo o pastel, bem como pastéis doces com ingredientes como maçã e figo ou chocolate e banana, que são comuns em algumas áreas da Cornualha.
Um pastel parcialmente salgado e parcialmente doce era consumido por mineiros no século XIX, nas minas de cobre em Parys Mountain [en], Anglesey. O técnico que fez a pesquisa e descobriu a receita afirmou que a receita provavelmente foi levada para Anglesey por mineiros da Cornualha que viajavam para a área em busca de trabalho. Atualmente, nenhum pastel de dois pratos é produzido comercialmente na Cornualha, mas geralmente é produto de cozinheiros amadores. No entanto, eles estão disponíveis comercialmente na rede de supermercados britânica Morrisons (com o nome "Tin Miner Pasty"). Outros recheios tradicionais incluem uma grande variedade de carnes disponíveis localmente, incluindo carne de porco, bacon, ovo, coelho, frango, cavalinha e recheios doces, como tâmaras, maçãs, geleia e arroz adocicado - o que levou à piada frequentemente citada de que "o próprio Diabo tinha medo de atravessar a Cornualha por medo de acabar em um pastel".
Um pastel da Cornualha é conhecido como "tiddy oggy" quando o bife é substituído por uma batata extra, "tiddy" significando batata e "oggy" significando pastel, e era consumido quando os tempos eram difíceis e não se podia comprar carne cara. Outra receita tradicional sem carne é a "herby pie" (torta de ervas) com salsa, ervas verdes silvestres recém-colhidas e cebolinha, alho-de-urso ou alho-poró e uma colher de creme de leite.

### Formato
Embora as regras da IGP determinem que um pastel da Cornualha deve ter o formato de um "D", com crimpagem ao longo da curva (ou seja, crimpagem lateral). A crimpagem varia tanto em Devon quanto na Cornualha, sendo que alguns defendem a dobragem lateral, enquanto outros afirmam que a dobragem superior é mais autêntica. Algumas fontes afirmam que a diferença entre um pastel de Devon e um pastel da Cornualha é que o de Devon tem uma dobragem superior e é oval, enquanto o da Cornualha é semicircular e tem uma dobragem lateral ao longo da curva. No entanto, os pastéis com dobragem superior são feitos na Cornualha há gerações, mas os padeiros da Cornualha que preferem esse método agora acham que não podem chamar legalmente seus pastéis de "Cornish" (da Cornualha). Paul Hollywood [en], escrevendo para a BBC Food, afirmou que um pastel tradicional da Cornualha deve ter cerca de 20 dobras.

### Aspectos legais
Em 2001, uma pequena mercearia e bufê americano de Gaylord, Michigan, a Albie's Food, Inc., recebeu uma carta de cease and desist de outra empresa de alimentos sediada nos EUA, a The J.M. Smucker Company [en], acusando a Albie's de violar seus direitos de propriedade intelectual sobre o "sanduíche sem crosta selado". Em vez de capitular, a Albie's levou o caso para o Tribunal Federal, observando em seus registros que um sanduíche de bolso com bordas dobradas e sem crosta era chamado de "pastel" e era um prato popular no norte de Michigan [en] desde o século XIX. O Tribunal Federal determinou que a Albie's Foods não infringiu os direitos de propriedade intelectual da The J.M. Smucker Company e foi autorizada a continuar.

## Em outras regiões

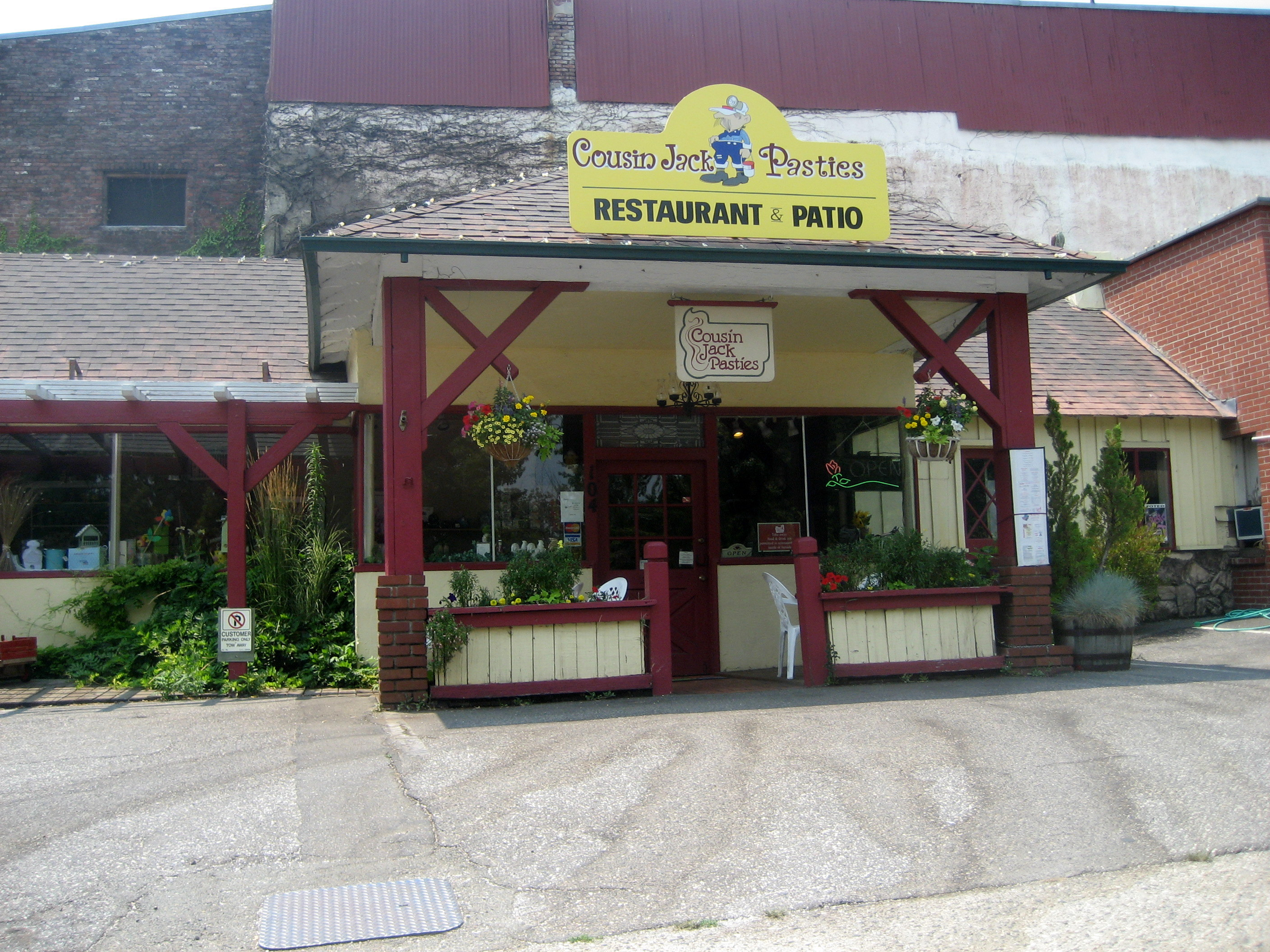
Uma loja de pastéis "Cousin Jack's" em Grass Valley, Califórnia.

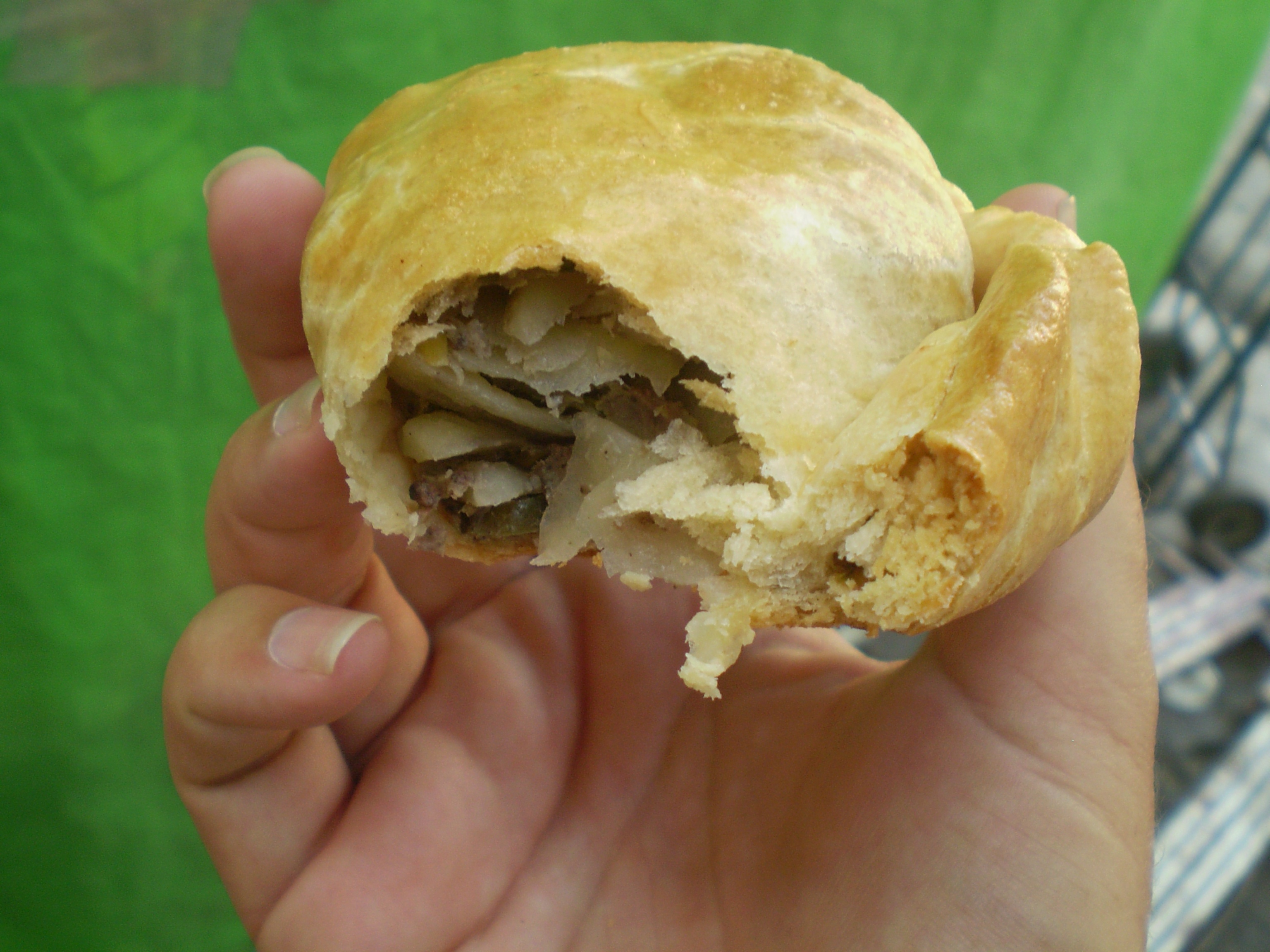
Um "paste" mexicano.

Os mineiros migrantes de Devon e Cornualha e suas famílias (coloquialmente conhecidos como Cousin Jacks e Cousin Jennies) ajudaram a difundir os pastéis no resto do mundo durante o século XIX. Quando a mineração de estanho [en] em Devon e na Cornualha começou a declinar, os mineiros levaram seus conhecimentos e tradições para novas regiões de mineração em todo o mundo. Como resultado, os pastéis podem ser encontrados em muitas regiões, inclusive:
- Muitas partes da Austrália, incluindo a Península de Yorke, que tem sido o local de um festival anual da Cornualha (considerado o maior do mundo) desde 1973. Um esclarecimento da decisão sobre o Status Geográfico Protegido confirmou que os pastéis feitos na Austrália ainda podem ser chamados de "Cornish Pasties".[57]

- Um pastel de Lancashire é uma variante tradicional originária de Lancashire, especialmente de West Lancashire [en], que é semelhante ao seu equivalente da Cornualha, mas usa cenoura em vez de rutabagas.

- Os pastéis podem ser encontrados na Califórnia em muitas cidades históricas da Corrida do Ouro, como Grass Valley e Nevada City.

- O pastel se tornou um símbolo cultural da Península Superior de Michigan.[58][59] As lojas de pastéis são uma atração turística importante na região. Além disso, o vilarejo de Calumet é sede de um festival anual de pastéis.[60] Muitos grupos étnicos adotaram o pastel para uso nas minas de cobre de Copper Country [en]; os imigrantes finlandeses da região o confundiram com os tradicionais pastéis piirakka e kukko.[61][62] O pastel se tornou fortemente associado a todas as culturas dessa área e da Iron Range [en], no norte de Minnesota.[63]

- Mineral Point, Wisconsin, foi o local da primeira corrida mineral nos Estados Unidos durante a década de 1830. Depois que o chumbo foi descoberto em Mineral Point, muitos dos primeiros mineradores migraram da Cornualha para essa área do sudoeste de Wisconsin. Os pastéis podem ser encontrados nas maiores cidades de Wisconsin, Madison[64] e Milwaukee, bem como na região mais ao norte, ao longo da fronteira com a Península Superior de Michigan.[65]

- Uma história local semelhante sobre a chegada do pastel na área com um influxo de mineiros galeses e da Cornualha para as minas de cobre da área e sua preservação como uma iguaria local é encontrada em Butte, Montana, "A Colina Mais Rica da Terra".[66] Os mineiros se referiam ao pastel como uma "carta de casa".[67]

- A região de carvão antracite do nordeste da Pensilvânia [en], incluindo Wilkes-Barre, Scranton e Hazleton, recebeu um fluxo de mineiros no século XIX e trouxe o pastel com eles. Em 1981, um empresário da Pensilvânia começou a comercializar pastéis com a marca Mr. Pastie [en].

- O estado mexicano de Hidalgo e as cidades gêmeas de mineração de prata de Pachuca e Real del Monte (Mineral del Monte [en]) têm influências notáveis da Cornualha, devido aos mineiros da Cornualha que se estabeleceram lá, e os pastéis são considerados a culinária típica local. Em espanhol mexicano, eles são chamados de pastes.[68] Um museu de pastéis está localizado em Real del Monte.[69] O Festival Internacional de Pastéis [en] é realizado anualmente em Real del Monte em outubro.[70]

- Eles também são populares na África do Sul, Nova Zelândia[71] e Úlster.

- Os pastéis foram modificados com diferentes temperos e recheios na Jamaica, dando origem ao patty jamaicano.

## Cultura

### Literatura
Quando vejo meu país por toda parte:

De coisas boas o abundante estoque:

O mar e os peixes que nele nadam

E no subsolo o cobre e o estanho:

Que todo o mundo diga o que puder

Ainda assim, defendo o Homem da Cornualha,

E aquele mais especialmente

Que foi o primeiro a descobrir o Pastel da Cornualha.

The Merry Ballad of the Cornish Pasty
 – Robert Morton Nance, 1898
Os pastéis foram mencionados em várias obras literárias desde o romance arturiano Erec e Enida, do século XII, escrito por  Chrétien de Troyes, no qual são consumidos por personagens da área hoje conhecida como Cornualha. Há uma menção em Havelok the Dane [en], outro romance escrito no final do século XIII; nos contos de Robin Hood do século XIV; e em duas peças de William Shakespeare.

### Superstições, rimas e cantos
Nas minas de estanho de Devon e Cornualha, os pastéis eram associados aos "knockers [en]", espíritos que, segundo se dizia, criavam um som de batida que supostamente indicava a localização de veios ricos de minério ou avisava sobre o colapso iminente de um túnel. Para encorajar a boa vontade dos "knockers", os mineiros deixavam uma pequena parte do pastel dentro da mina para que eles comessem. Os marinheiros e pescadores também descartavam uma crosta para apaziguar os espíritos dos marinheiros mortos, embora os pescadores acreditassem que dava azar levar um pastel a bordo do navio.

Um provérbio da Cornualha, contado em 1861, enfatizava a grande variedade de ingredientes usados nos pastéis, dizendo que o demônio não entraria na Cornualha por medo de acabar como recheio de um deles. Uma rima de parque infantil de um estudante de West Country, corrente na década de 1940, sobre o pastel:
Mateus, Marcos, Lucas e João, comeram um pastel de um metro e meio de comprimento, Mordeu uma vez, Mordeu duas vezes, Oh meu Senhor, está cheio de ratos.
Em 1959, o cantor e compositor inglês Cyril Tawney [en] escreveu uma música nostálgica chamada "The Oggie Man". A música fala sobre o vendedor de pastéis que estava sempre do lado de fora dos portões do HMNB Devonport de Plymouth, tarde da noite, quando os marinheiros estavam voltando, e sua substituição por vendedores de cachorro-quente após a Segunda Guerra Mundial.
Acredita-se que a palavra "oggy" no canto internacionalmente popular "Oggy Oggy Oggy [en]" tenha origem no dialeto córnico "hoggan", derivado de "hogen", a palavra córnica para pastel. Quando os pastéis estavam prontos para serem comidos, as donzelas das minas supostamente gritavam no poço "Oggy Oggy Oggy" e os mineiros respondiam "Oi Oi Oi".

### Pastéis gigantes
Como o "prato nacional" da Cornualha, várias versões superdimensionadas do pastel foram criadas no condado. Por exemplo, um pastel gigante desfila de Polruan [en] a Fowey [en] pelas ruas durante a semana da regata. Da mesma forma, um pastel gigante desfila pelo campo do time de rúgbi Cornish Pirates [en] no Dia de São Pirão [en], antes de ser passado sobre as traves do gol.

## Galeria

Pastéis da Cornualha
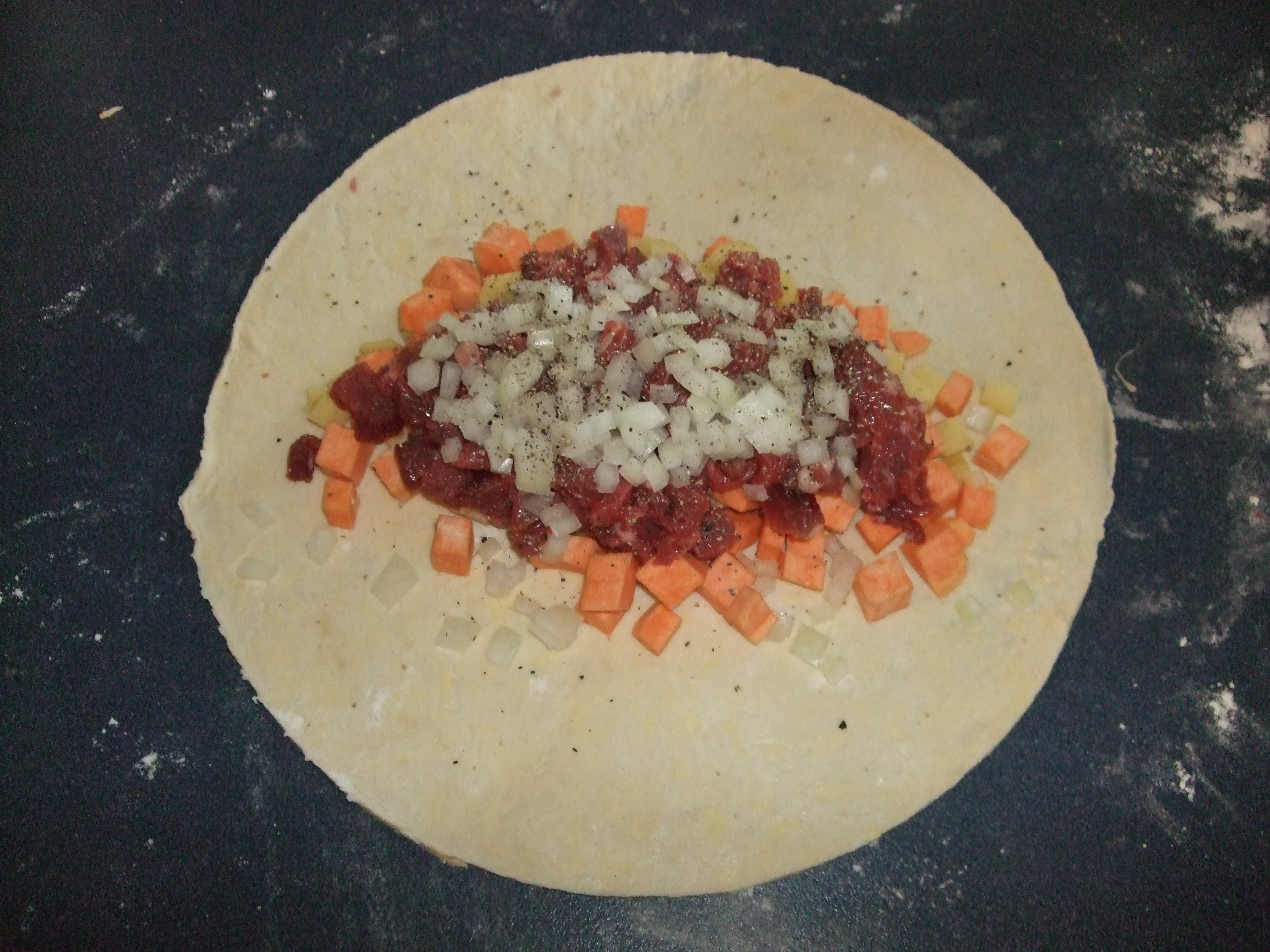
Um pastel não cozido antes de ser dobrado.
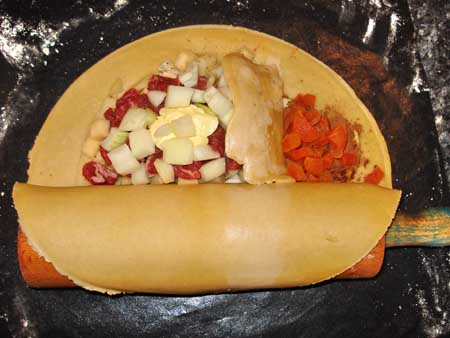
Preparação de um pastel da Cornualha.
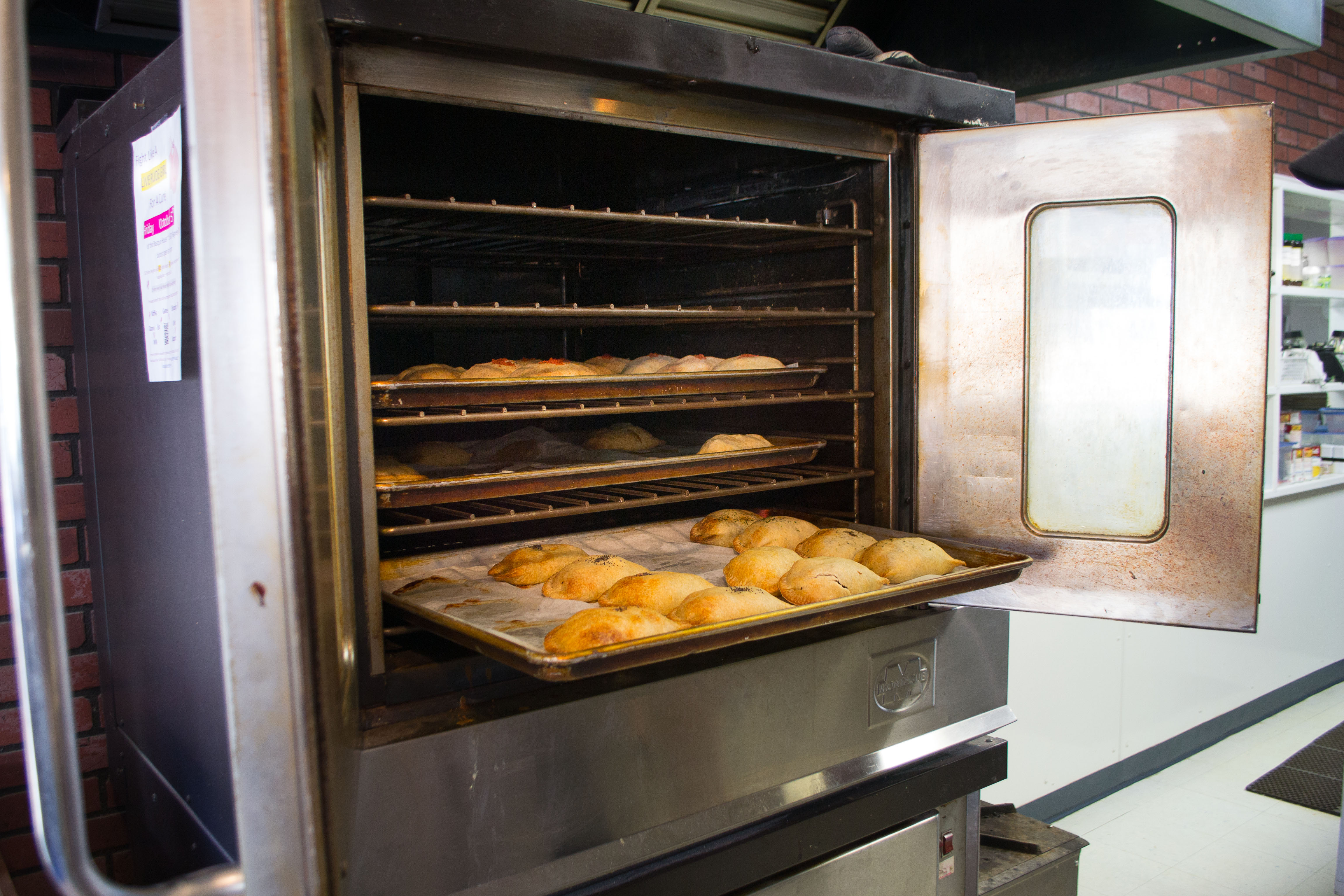
Pastéis no forno.
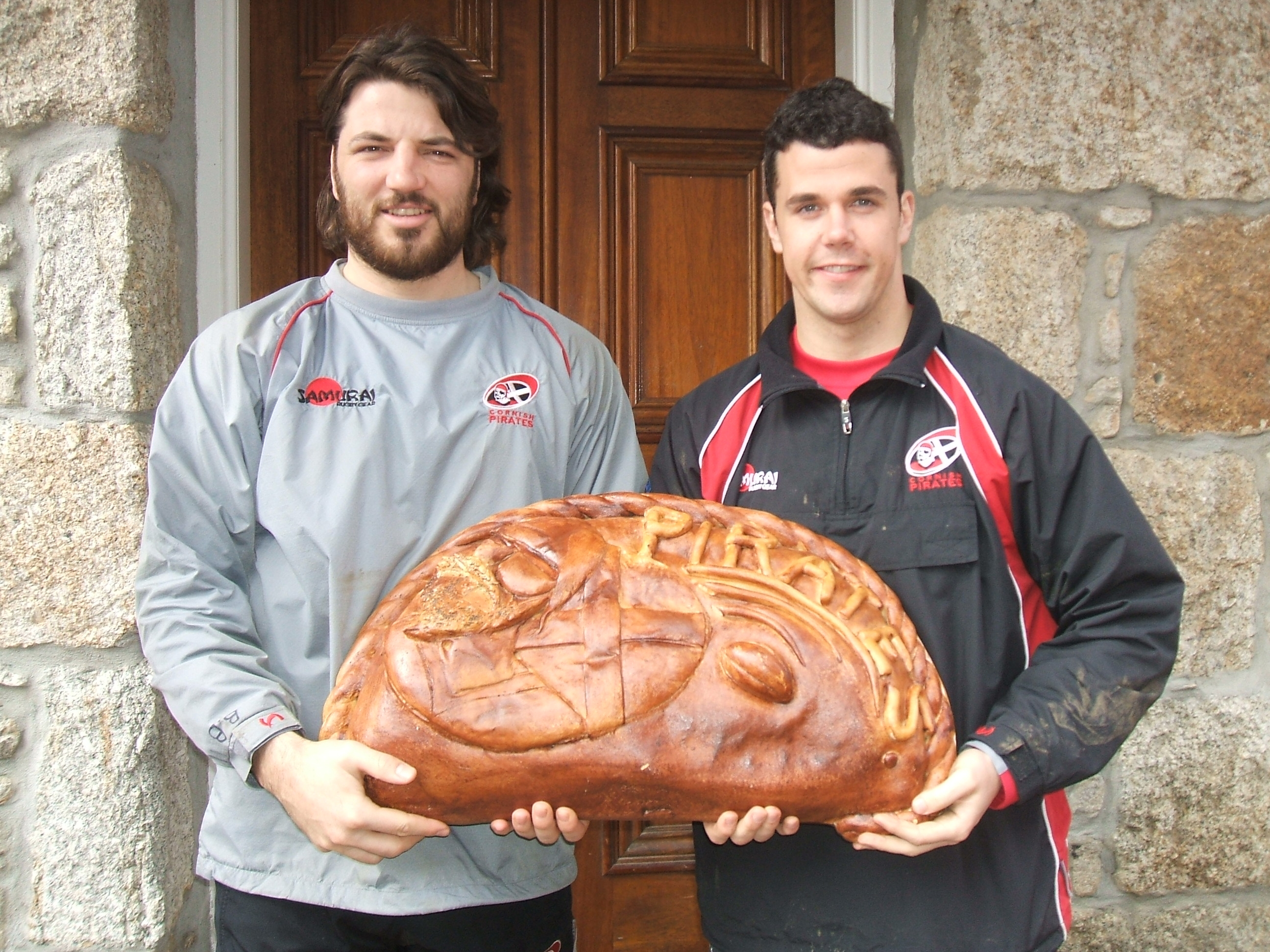
Os jogadores do Cornish Pirates [en] exibem um pastel gigante.
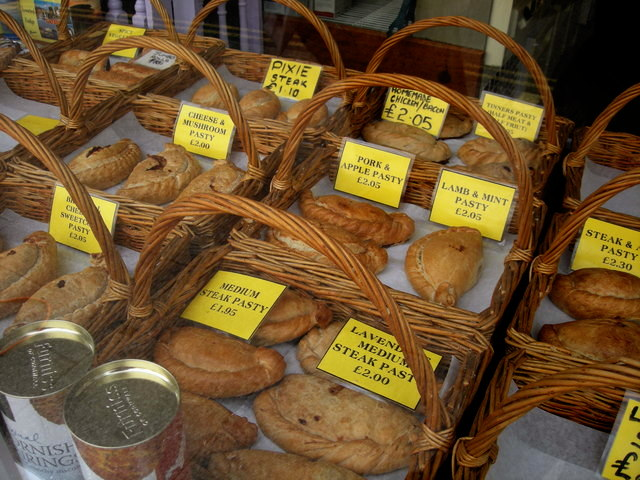
Variedades de pastéis (Penzance).
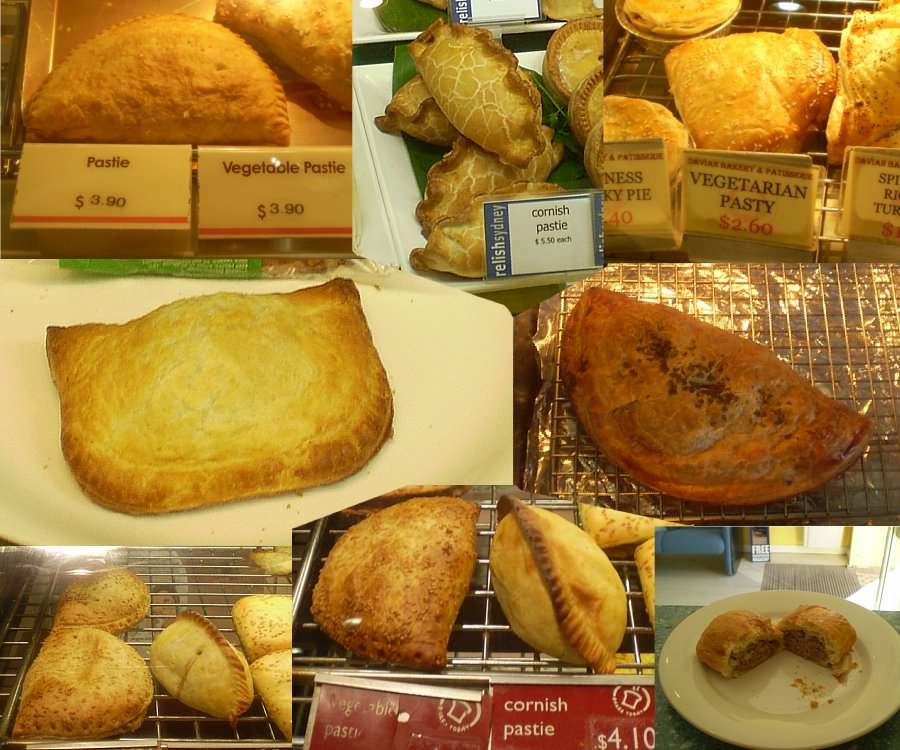
Variedades de pastéis. (Austrália)